# Markus Palttala
Markus Palttala, född 16 augusti 1977 i Nackeby, är en finländsk racerförare. 

## Racingkarriär
Palttala startade karriären med karting innan han gick vidare med standardvagnsracing. Sedan 2002 har han tävlat med GT-vagnar i olika racingserier som FIA GT, Blancpain Endurance Series och United SportsCar Championship.